# 3-Way
Pour les articles homonymes, voir Way.
Meilleure cryptanalyse
Attaque par clé apparentée (Schneier et al.)
3-Way  est un algorithme de chiffrement par bloc conçu en 1994 par Joan Daemen et publié dans sa thèse. 3-Way emploie un bloc avec une taille inhabituelle de 96 bits, soit 3 mots de 32 bits (d'où le nom de 3-Way). La clé a également une taille de 96 bits. Lors de sa conception, ces valeurs paraissaient suffisamment robustes contre les attaques mais depuis, les algorithmes basés sur des clés de 128 bits sont devenus légion. 3-Way comprend 11 tours d'un réseau de substitution-permutation.
L'algorithme a été conçu de manière à être implémenté dans du matériel avec un schéma de déchiffrement qui est très proche du chiffrement de manière à économiser les ressources. 3-Way est vulnérable à une attaque par clé apparentée que l'on doit à John Kelsey, Bruce Schneier et David Wagner et dont la complexité est de l'ordre de 222 textes clairs choisis.